# Quenton Jackson
Quenton Jackson (Los Angeles, 15 settembre 1998) è un cestista statunitense, professionista nella NBA.

## Carriera
Il 24 giugno 2022, dopo non essere stato scelto al Draft NBA, viene firmato dai Washington Wizards, venendo poi inserito nel roster della franchigia di NBA G League dei Capital City Go-Go. Il 10 febbraio 2023 viene nuovamente tesserato dai Wizards con un two-way contract.

## Statistiche

### NCAA
| Anno      | Squadra          | PG | PT | MP   | TC%  | 3P%  | TL%  | RP  | AP  | PRP | SP  | PP   |
| --------- | ---------------- | -- | -- | ---- | ---- | ---- | ---- | --- | --- | --- | --- | ---- |
| 2019-2020 | Texas A&M Aggies | 29 | 8  | 23,6 | 36,6 | 24,4 | 76,0 | 2,9 | 1,6 | 1,2 | 0,2 | 8,8  |
| 2020-2021 | Texas A&M Aggies | 18 | 10 | 23,1 | 47,4 | 41,1 | 73,6 | 2,4 | 1,7 | 1,2 | 0,2 | 10,4 |
| 2021-2022 | Texas A&M Aggies | 40 | 15 | 26,4 | 49,0 | 34,6 | 82,8 | 3,5 | 2,0 | 1,8 | 0,6 | 14,8 |
| Carriera  | Carriera         | 87 | 33 | 24,8 | 45,3 | 33,0 | 79,3 | 3,1 | 1,8 | 1,5 | 0,4 | 11,9 |

#### Massimi in carriera
- Massimo di punti: 31 (2 volte)[5]
- Massimo di rimbalzi: 7 (2 volte)
- Massimo di assist: 6 (2 volte)
- Massimo di palle rubate: 6 vs Georgia (22 febbraio 2022)
- Massimo di stoppate: 4 (2 volte)
- Massimo di minuti giocati: 38 vs Kentucky (25 febbraio 2020)

### NBA

#### Regular Season
| Anno      | Squadra        | PG | PT | MP   | TC%  | 3P%  | TL%  | RP  | AP  | PRP | SP  | PP  |
| --------- | -------------- | -- | -- | ---- | ---- | ---- | ---- | --- | --- | --- | --- | --- |
| 2022-2023 | Wash. Wizards  | 9  | 0  | 15,0 | 45,2 | 8,3  | 77,3 | 0,9 | 1,7 | 0,4 | 0,1 | 6,2 |
| 2023-2024 | Indiana Pacers | 3  | 0  | 3,7  | 0,0  | -    | 100  | 1,3 | 0,7 | 0,3 | 0,0 | 0,7 |
| 2024-2025 | Indiana Pacers | 28 | 7  | 13,6 | 47,5 | 37,5 | 77,5 | 1,6 | 1,9 | 0,8 | 0,2 | 5,8 |
| Carriera  | Carriera       | 40 | 7  | 13,2 | 46,7 | 30,8 | 78,1 | 1,4 | 1,8 | 0,7 | 0,2 | 5,5 |

#### Massimi in carriera
- Massimo di punti: 19 vs Houston Rockets (9 aprile 2023)[6]
- Massimo di rimbalzi: 2 (2 volte)
- Massimo di assist: 5 vs Houston Rockets (9 aprile 2023)
- Massimo di palle rubate: 2 vs Houston Rockets (9 aprile 2023)
- Massimo di stoppate: 1 vs New York Knicks (2 aprile 2023)
- Massimo di minuti giocati: 32 vs Houston Rockets (9 aprile 2023)

### G League
| Anno      | Squadra          | PG  | PT | MP   | TC%  | 3P%  | TL%  | RP  | AP  | PRP | SP  | PP   |
| --------- | ---------------- | --- | -- | ---- | ---- | ---- | ---- | --- | --- | --- | --- | ---- |
| 2022-2023 | Capital C. Go-Go | 44  | 1  | 24,0 | 51,8 | 37,6 | 78,4 | 3,4 | 3,6 | 1,3 | 0,2 | 13,6 |
| 2023-2024 | Windy City Bulls | 38  | 30 | 32,3 | 47,8 | 22,1 | 76,8 | 4,0 | 5,8 | 1,8 | 0,3 | 16,0 |
| 2023-2024 | Indiana Mad Ants | 9   | 9  | 36,8 | 55,6 | 32,1 | 78,1 | 4,8 | 5,4 | 1,7 | 0,3 | 22,3 |
| 2024-2025 | Indiana Mad Ants | 16  | 16 | 36,7 | 51,4 | 43,1 | 83,3 | 5,6 | 5,8 | 1,8 | 0,3 | 22,5 |
| Carriera  | Carriera         | 107 | 56 | 29,9 | 50,6 | 32,1 | 78,3 | 4,0 | 4,9 | 1,6 | 0,3 | 16,5 |